# HD92755
HD92755 — хімічно пекулярна зоря спектрального класу A7, що має видиму зоряну величину в смузі V приблизно  7,5.
Вона  розташована на відстані близько 295,4 світлових років від Сонця.